# Каплетон
Кэплетон (Capleton, полное имя Клифтон Джордж Бейли III, Clifton George Bailey III,3 апреля 1967 года, Санкт-Мария, Ямайка) — ямайский регги-исполнитель и Дэнсхолл артист. Он также упоминается как Король Шанго(англ. King Shango), царь Давид(англ]. King David), и Пророк (англ. The Prophet). Его лейбл называется David House Productions.Он известен своими Растафари движениями, которые он высказывает в своих песнях.

## Биография
В юности он получил фамилию популярного в Св. Марии адвоката и друга семьи — Capleton. Capleton отвергает имя, данное ему при рождении, учитывая его европейское происхождение . Сейчас он предпочитает «Король Шанго», учитывая свои корни в языке йоруба .
Будучи подростком, он уходил из своего дома, чтобы выбраться на танцевальную площадку, где происходили дискотеки. В конечном итоге он оставил Санкт-Марию и отправился в Кингстон в возрасте 18 лет, чтобы работать в качестве диджея танцевальной площадки.

## Начало карьеры
В 1989 году он получил свое первое большое международное признание. Стюарт Браун, владелец Toronto-based sound назвал его African Star, дал ему назначение лететь в Канаду для выступления на шоу вместе с такими звездами, как Ninjaman и Flourgan.
Он записал песню, которая заняла значительное место в Dancehall, «Alms House» в 1992 году. Мелодия стала большим хитом в танцевальной индустрии, а затем сразу же «Music is a Mission» и хит «Tour». К 1993 году он озвучил мелодий, которые становились все более сознательным, такие, как «Prophet» и «Cold Blooded Murderer».
Мелодии, такие как «Tour» и «Wings of the Morning» дали возможность ему иметь дело с Recordings Russell Simmons Def Jam, , который завершился альбомами Prophecy and I-Testament в 1990-х годах.

## Нынешняя карьера
В 1999 году Capleton был хэдлайнером танцевальной ночи Reggae Sumfest. Это привело к дальнейшему выступлению хедлайнером и в следующем году. В период 1999—2000 годов выпустил серию хитов, многие из которых можно найти в альбоме «More Fire».
В 2004 году, после споров и рассуждений, Capleton выпускает один из самых известных его треков «Small World»(That Day Will Come)
После перерыва , Capleton вернулся в VP Records в 2010 году с выпуском альбома I-Ternal Fire.
После выступления хедлайнером в туре по США, вместе с Romain Virgo, Munga Honorable, и Kulcha Knox, осенью 2010 года, Capleton приступил к туру на африканском континенте в конце 2010 и начале 2011 года. Он посетил Гамбию, Сенегал, Южную Африку и Зимбабве.

## Религиозные взгляды
Capleton ссылается на Бобо Ашанти, как на одного из основателей движения Растафари. Тем не менее он часто упоминает, что нет никакого разделения, между конфессиями растафарианства. На интервью TraceTV, он упоминал, что не ест мясо любого вида, не потребляет молочные продукты в любой форме и даже сою. Он также затрагивает темы его лирики в отношении пожара, утверждая, что они являются метафорической ссылкой очищения, а не призывом к насилию или убийству.

## Критика
Capleton столкнулся с критикой на антигейский мотив в некоторых своих песнях. Его менеджер утверждает, что некоторая спорная лирика была неточно переведена и на самом деле к геям не относятся . Capleton сам признал, что его вера считает гомосексуализм не правильным, но в своих песнях он призывает к духовному очищению, не стоит воспринимать эти слова как призыв к насилию.. В рамках соглашения Stop Murder Music campaign, Capleton и другие артисты, подписали Reggae Compassionate Act (RCA) в 2007 году.
Тем не менее, Capleton продолжал петь песни, которые нарушают утверждения RCA, что привело к отмене концерта в Швейцарии в 2008 году и тура в Соединенных Штатах в 2010 году и по состоянию на конец 2010 года Stop Murder Music campaign продолжает иметь некоторый успех в отмене концертов Capleton’a.

## Дискография
1. Number One Pon the Look Good Chart — 1991
2. Lotion Man — 1991
3. Alms House — 1993
4. Good So — 1994
5. Prophecy — 1995
6. I-Testament — 1997
7. One Mission (compilation) — 1999
8. More Fire — 2000
9. Still Blazin' — 2002
10. Voice of Jamaica, Vol.3 — 2003
11. Praises to the King — 2003
12. Reign of Fire — 2004
13. The People Dem — 2004
14. Duppy Man (featured with Chase & Status)
15. Free Up — 2006
16. Hit Wit Da 44 Rounds — 2007
17. Rise Them Up — 2007
18. Bun Friend — 2008
19. Yaniko Roots — 2008
20. Jah Youth Elevation — 2008
21. Liberation Time (featured with AZAD) (2009)
22. I-Ternal Fire — 2010[21]